# Стшелечки (община)
Община Стшелечки (на полски: Gmina Strzeleczki) е селска община в Полша, ополско войводство, повят крапковишки. Административен център на общината е Стшелечки. Населението на общината през 2004 година е 8015 души.

## Повърхностната структура
Общината е с площ 117,26 km², включително: земеделска земя е 58%, горска земя е 34%. Територията на общината е 26,51%, а населението е 11% от крапковишки повятът.

## Населени места
Общината има 13 населени места:
- Стшелечки (Збиховице)
- Вавжинцовице
- Добра (Нови Буд)
- Джеджице
- Желина
- Коморники (Нови Млин)
- Куяви
- Ловковице
- Мошна (Уршулановице)
- Писажовице (Булава)
- Рацлавички
- Смолярня (Сервитут)
- Шчигов (Копалина)